# Itomyia atrifrons
Itomyia atrifrons är en tvåvingeart som beskrevs av Okadome 1998. Itomyia atrifrons ingår i släktet Itomyia och familjen lövflugor. Inga underarter finns listade i Catalogue of Life.